# Centre démocrate (Italie)
Pour les articles homonymes, voir Centre démocrate.
 (mars 2017).
Si vous disposez d'ouvrages ou d'articles de référence ou si vous connaissez des sites web de qualité traitant du thème abordé ici, merci de compléter l'article en donnant les références utiles à sa vérifiabilité et en les liant à la section « Notes et références ».
Le Centre démocrate (en italien : Centro democratico, CD) est un parti politique italien fondé le 28 décembre 2012 en vue des élections de février 2013. Dirigé notamment par Bruno Tabacci, il représente l'aile centriste du centre-gauche et a participé aux primaires de la gauche en novembre-décembre 2012. Son autre leader est Massimo Donadi. Ce parti fera partie de la coalition, Italie. Bien commun.
Il compte 4 députés inscrits dans la composante Centre démocrate du groupe parlementaire mixte (non-inscrits) mais également quatre députés inscrits dans la composante Droits et libertés, celle de Massimo Donadi.
Lors de ces élections, le CD obtient six députés grâce à sa coalition avec le Parti démocrate, avec seulement 167 170 voix.
Il dispose d'un député européen en la personne de Vincenzo Iovine, élu comme Italie des valeurs en 2009.
Les 6 députés élus en 2013 s'inscrivent au groupe mixte dont ils assurent la présidence avec le soutien de la Südtiroler Volkspartei, puis ils s'inscrivent au sein de Démocratie solidaire - Centre démocrate.
Pour les élections européennes de 2014, il s'allie avec Agir pour arrêter le déclin (en) et Choix civique pour l'Italie au sein de Choix européen.